# Volkswagen Bora (Китай)
Volkswagen Bora — компактный автомобиль, разработанный и выпускаемый компанией Volkswagen Group с 2001 года. Разработан на базе Volkswagen Jetta 4 поколения.

## Первое поколение (1J; 2001—2008)
Первое поколение автомобилей Volkswagen Bora представляет собой переименованный MK4 Jetta. Летом 2006 года автомобиль прошёл фейслифтинг. Производство завершилось в 2008 году.
С 2006 года производится также хетчбэк Volkswagen Bora HS.

## Второе поколение (2008—2016)
В 2008 году автомобиль получил название Volkswagen New Bora. В 2010 году от слова New отказались. В декабре 2012 года автомобиль прошёл фейслифтинг. 
Также существует спортивный автомобиль Volkswagen Bora Sportline.
Производство завершилось в 2016 году.

## Третье поколение (2016—2018)
В марте 2016 года было представлено третье поколение автомобилей Volkswagen Bora. Универсал получил название Volkswagen C-Trek. Производство завершилось в 2018 году.
С мая 2019 года автомобиль производится под названием Volkswagen Bora Classic.

## Четвёртое поколение (2018—настоящее время)
Современная версия Volkswagen Bora производится с апреля 2018 года.

## Галерея

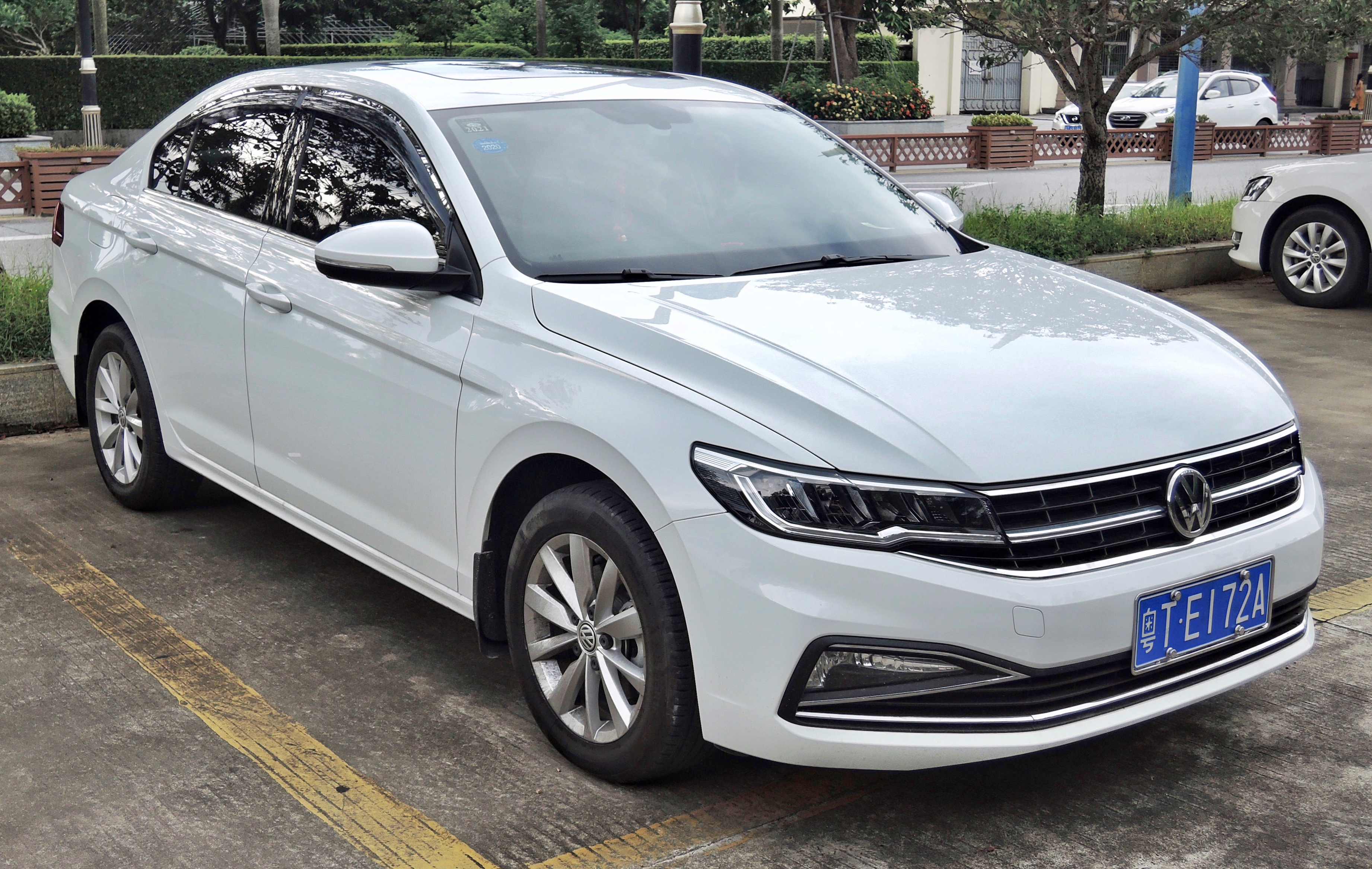
Volkswagen Bora Classic
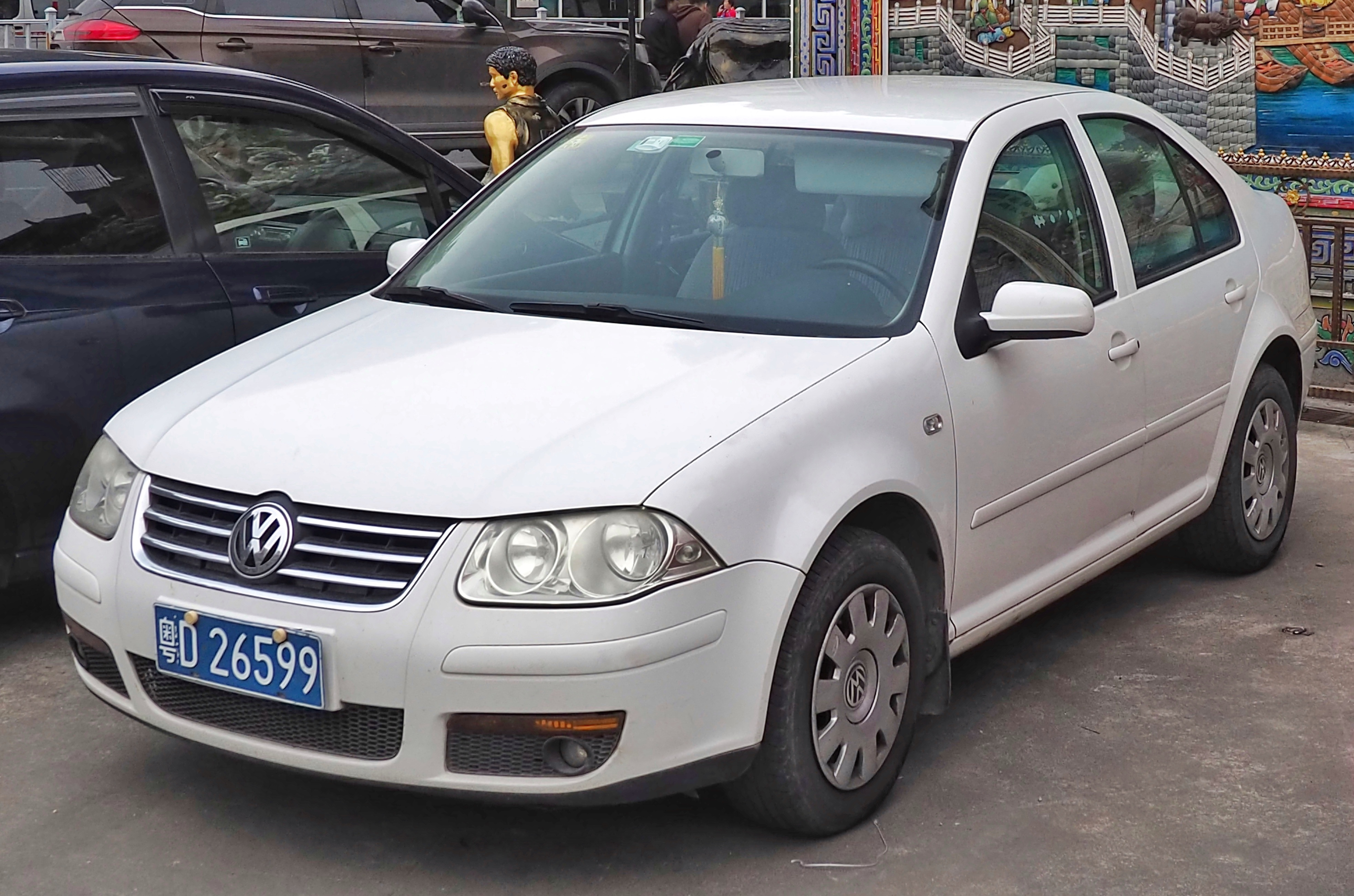
Volkswagen Bora первого поколения
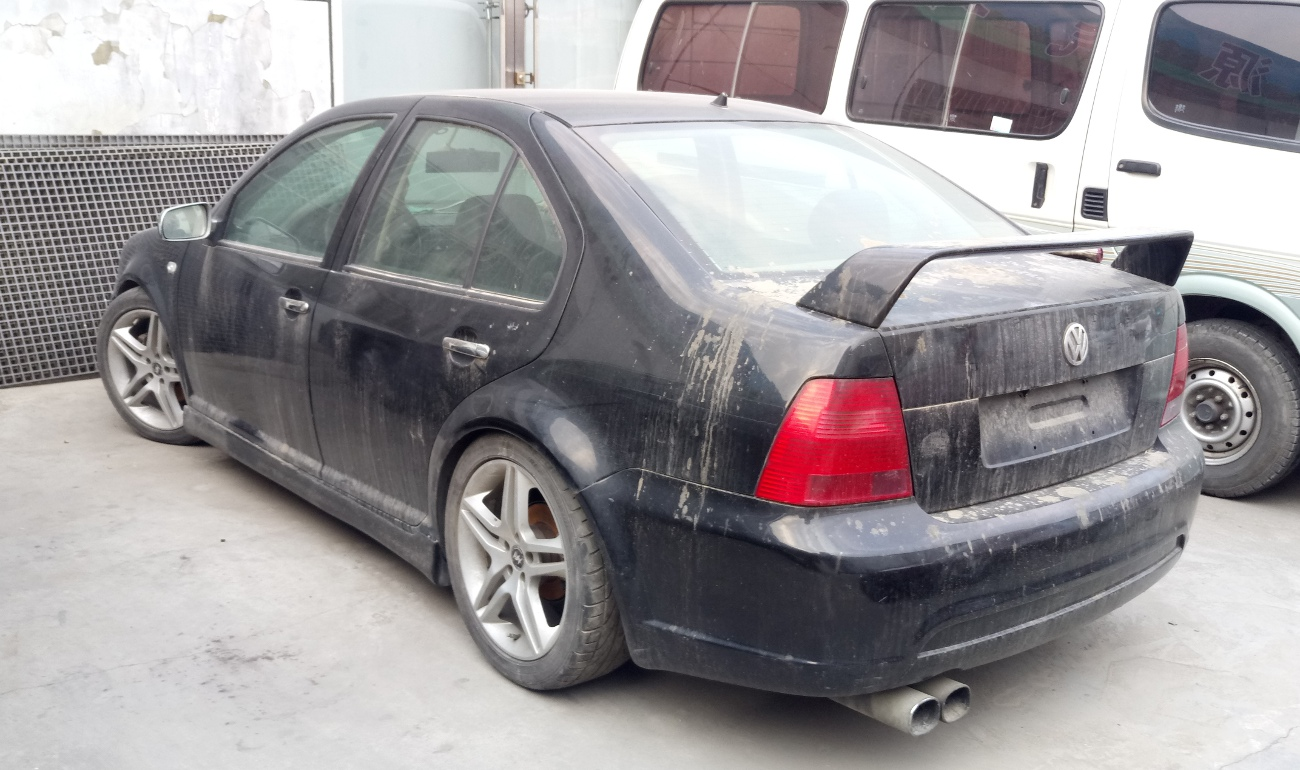
Volkswagen Bora первого поколения
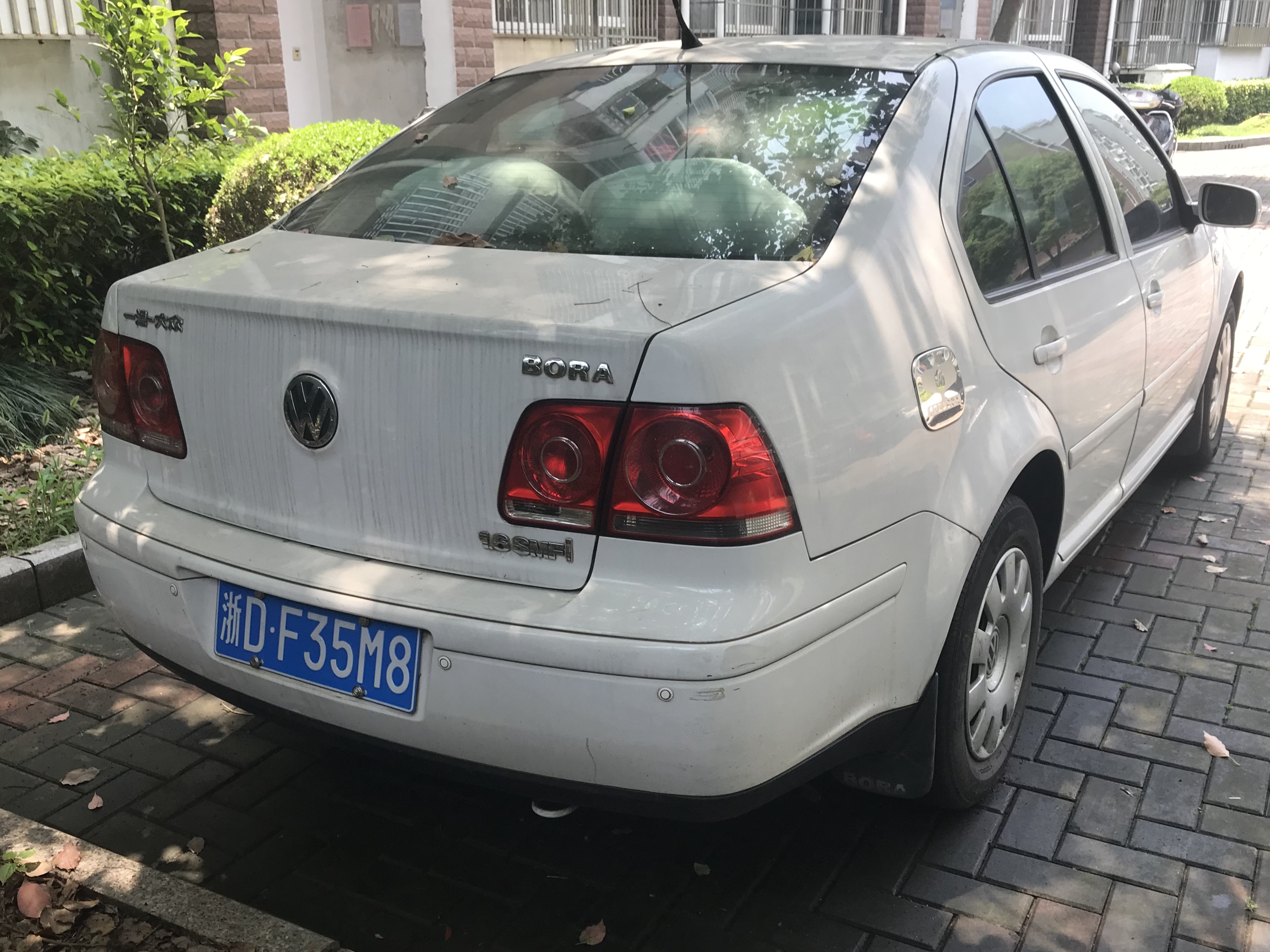
Фейслифтинг первого поколения
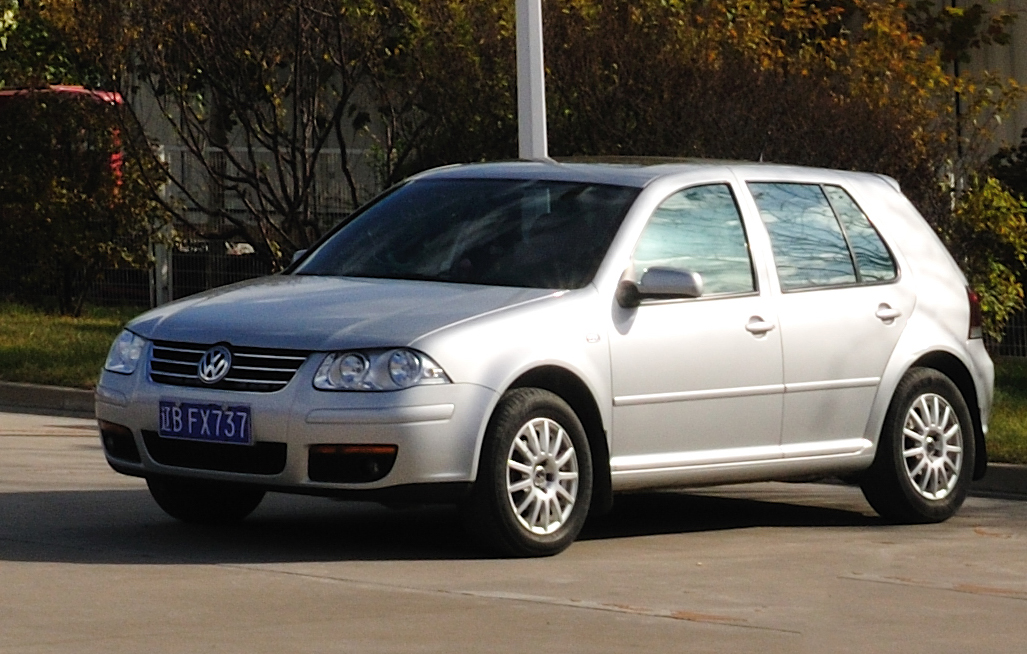
Volkswagen Bora HS
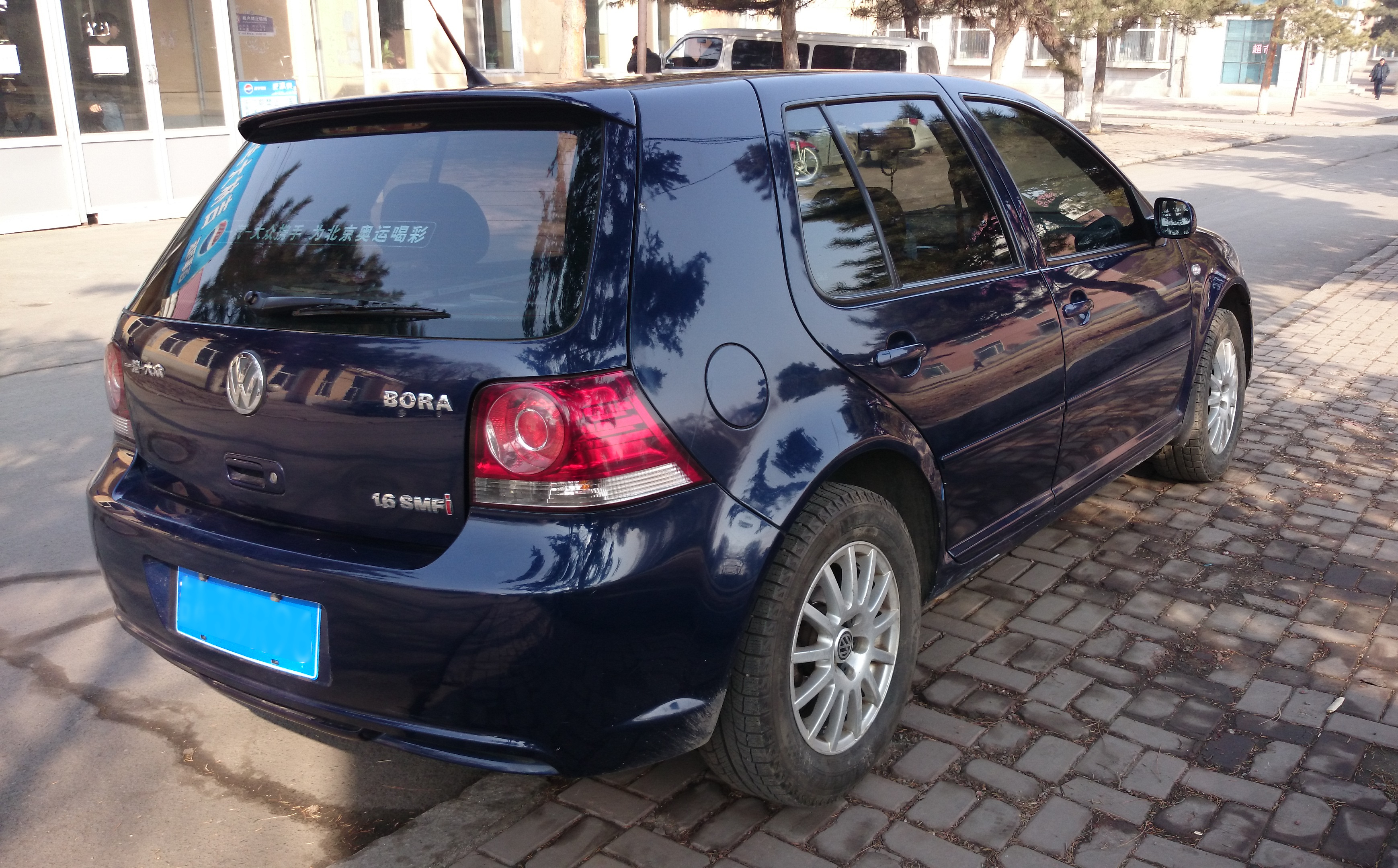
Volkswagen Bora HS
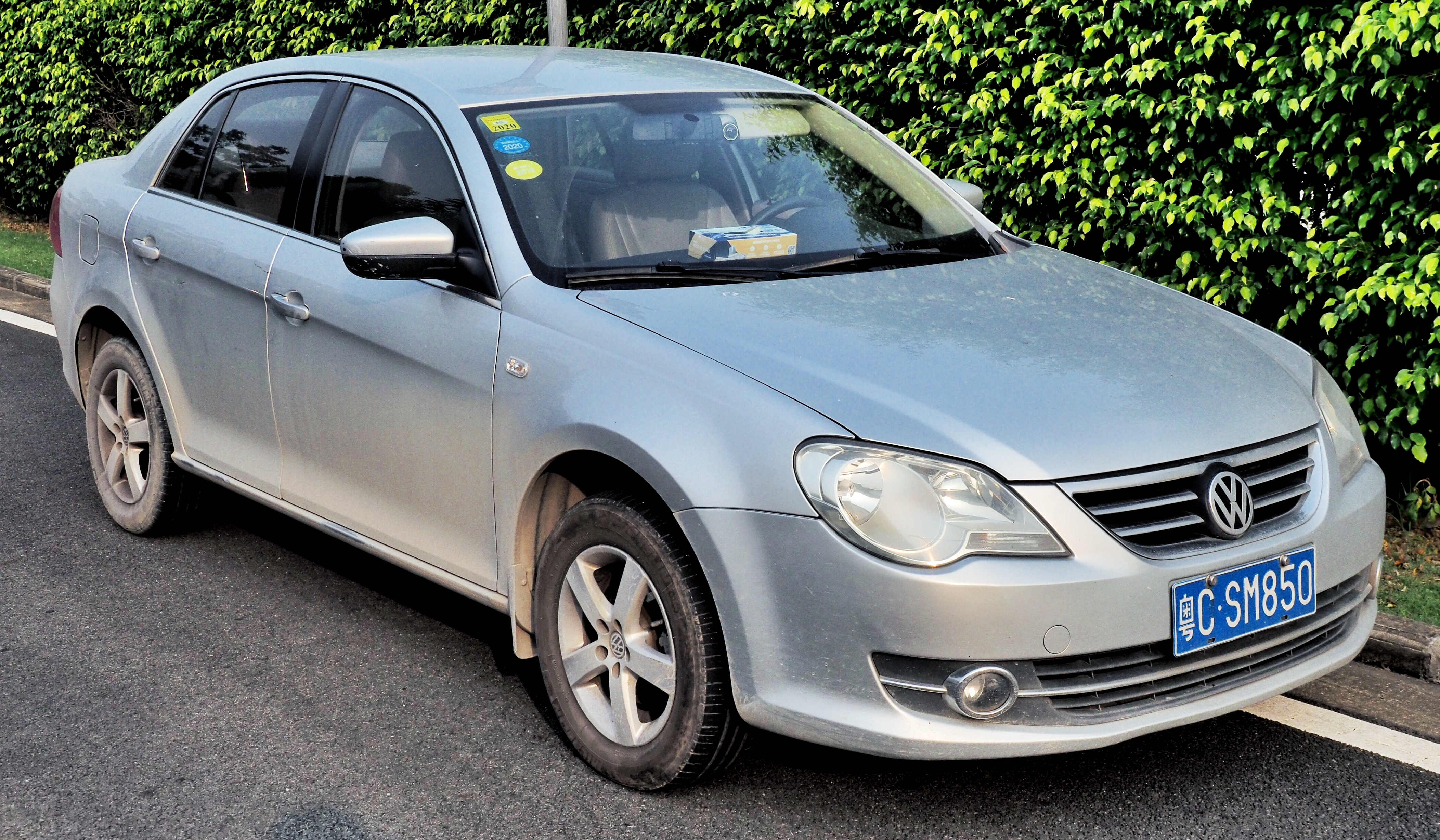
Volkswagen Bora второго поколения
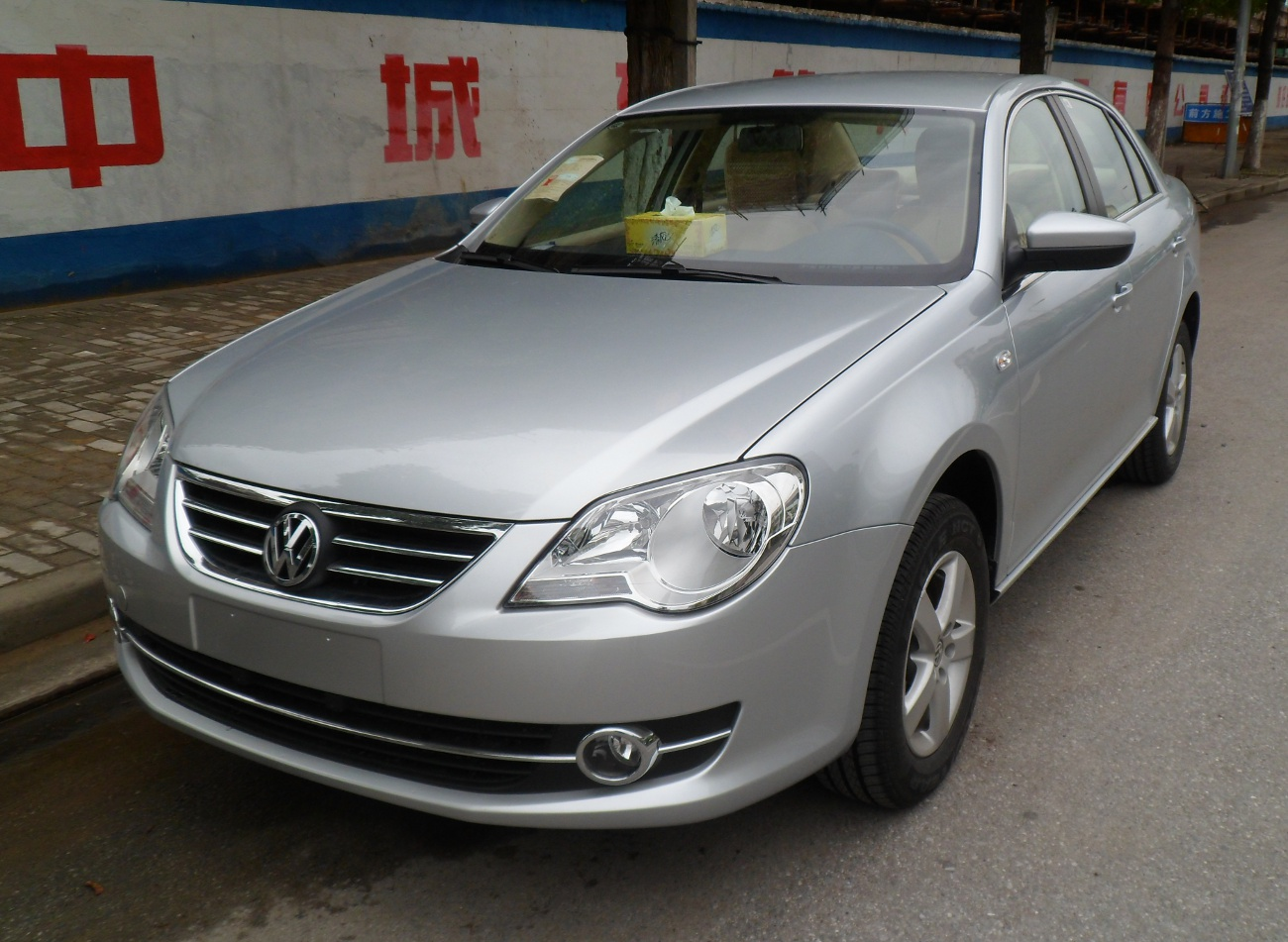
Volkswagen Bora второго поколения
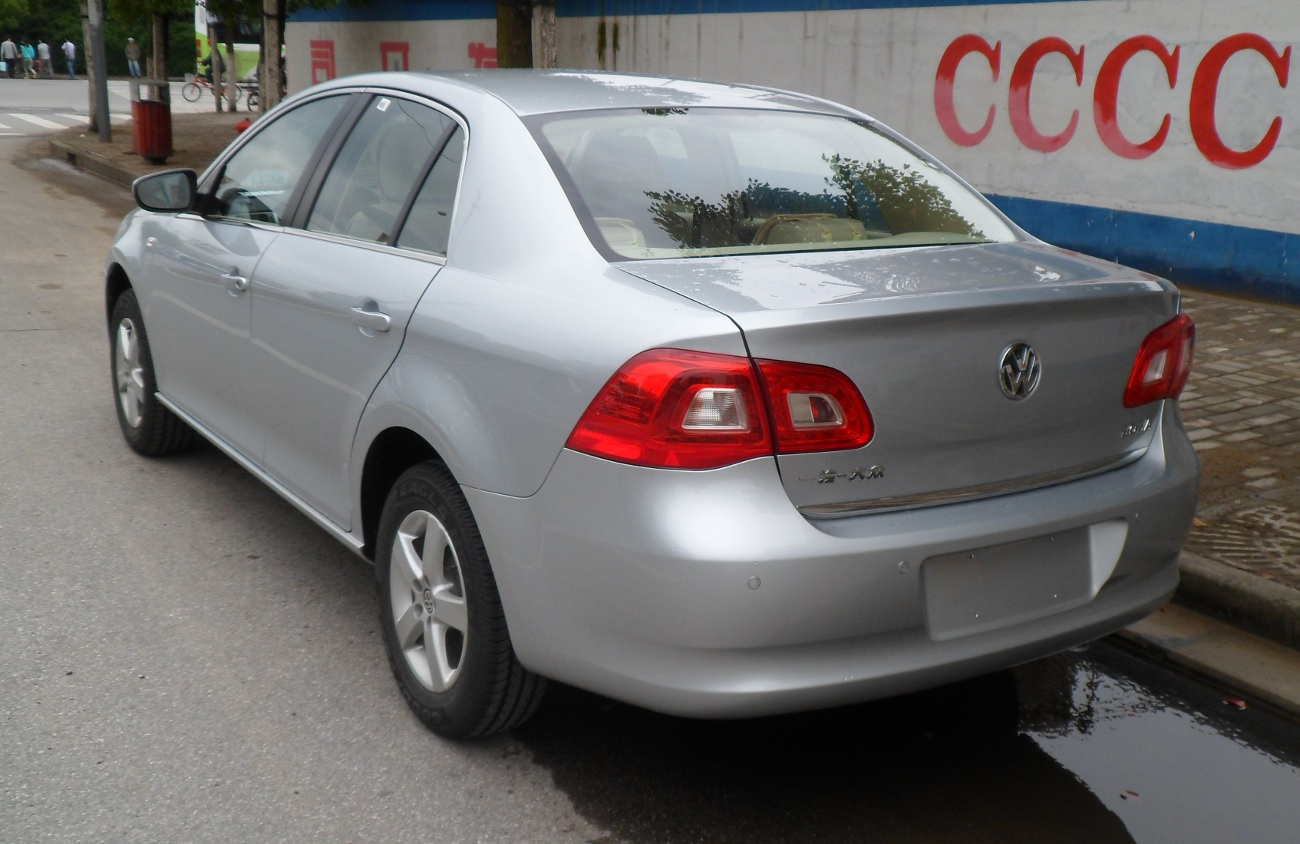
Volkswagen Bora второго поколения
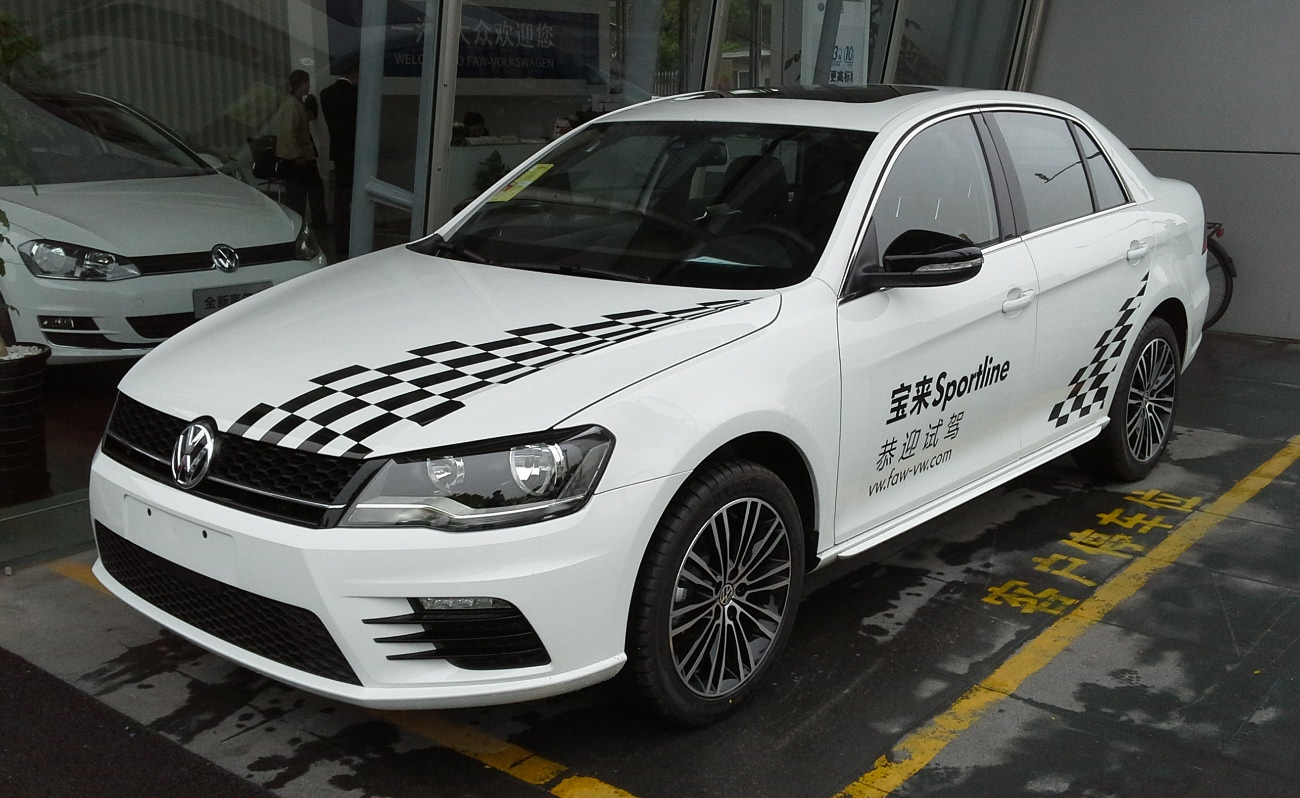
Volkswagen Bora Sportline
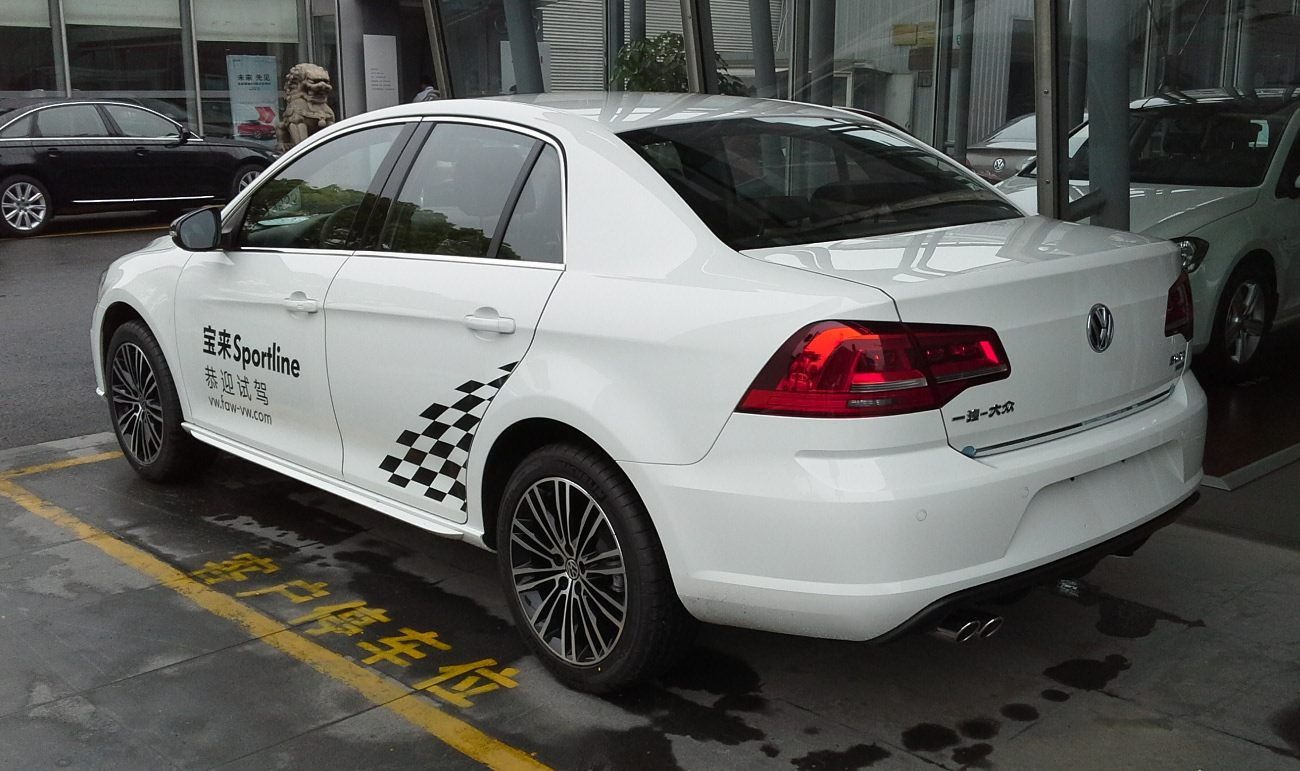
Volkswagen Bora Sportline
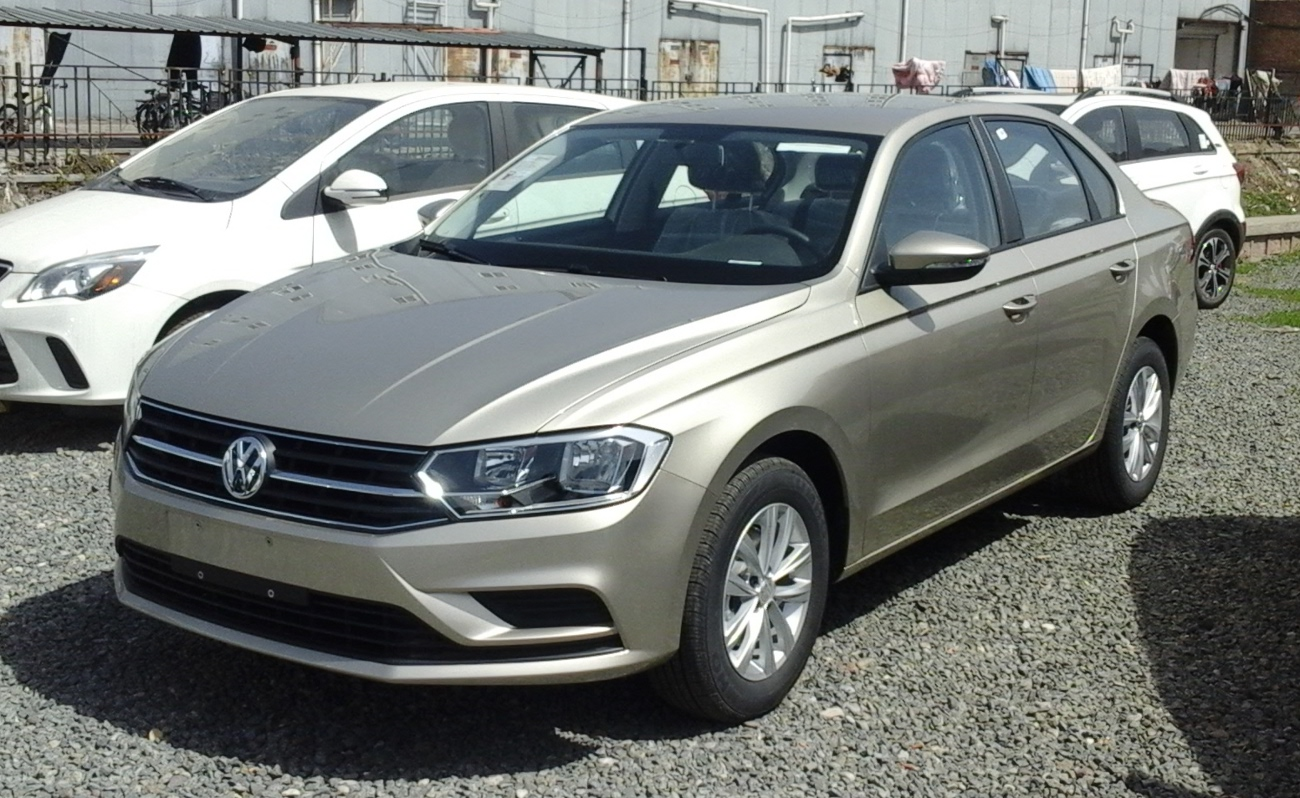
Volkswagen Bora третьего поколения
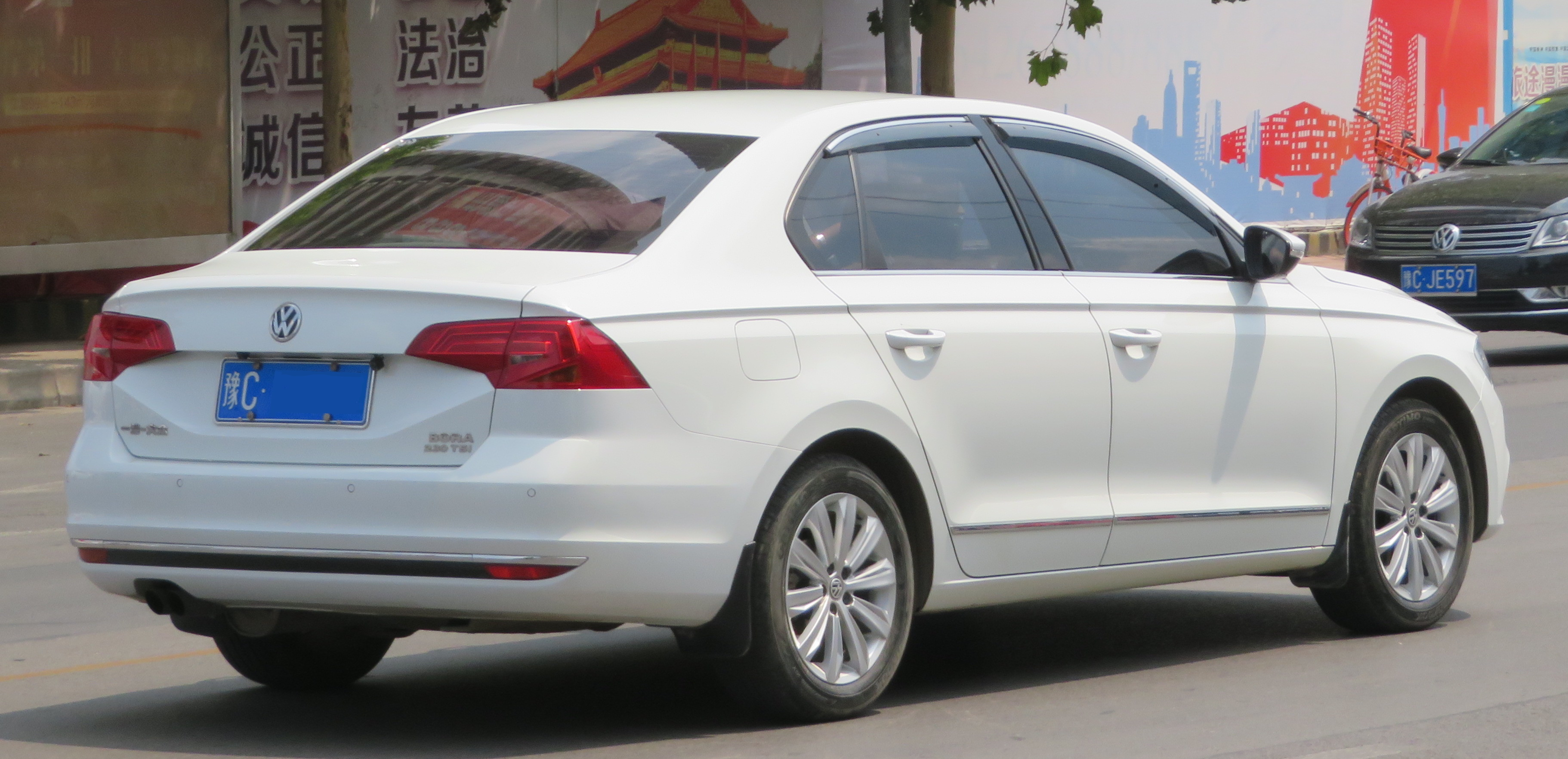
Volkswagen Bora третьего поколения
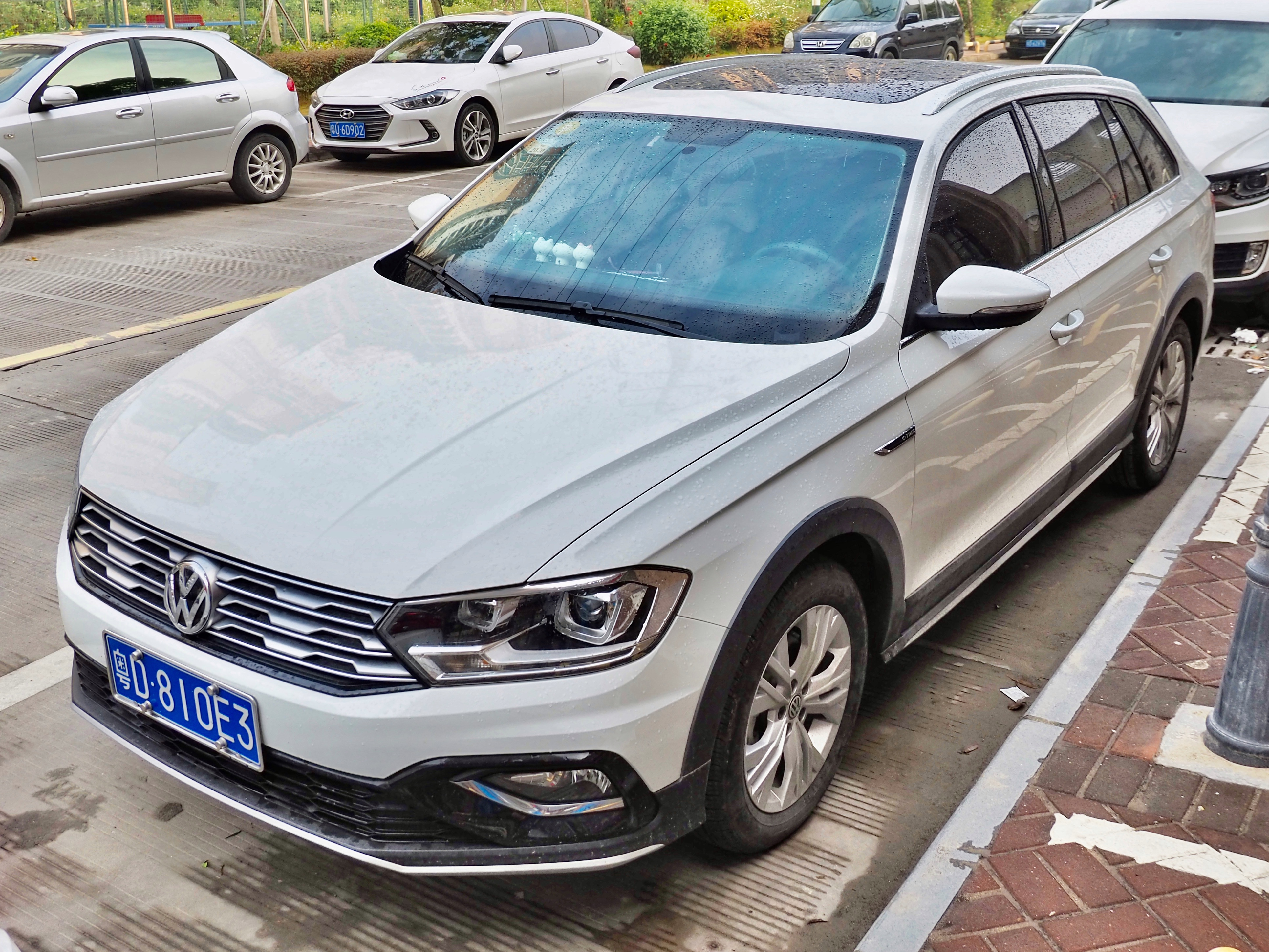
Volkswagen C-Trek
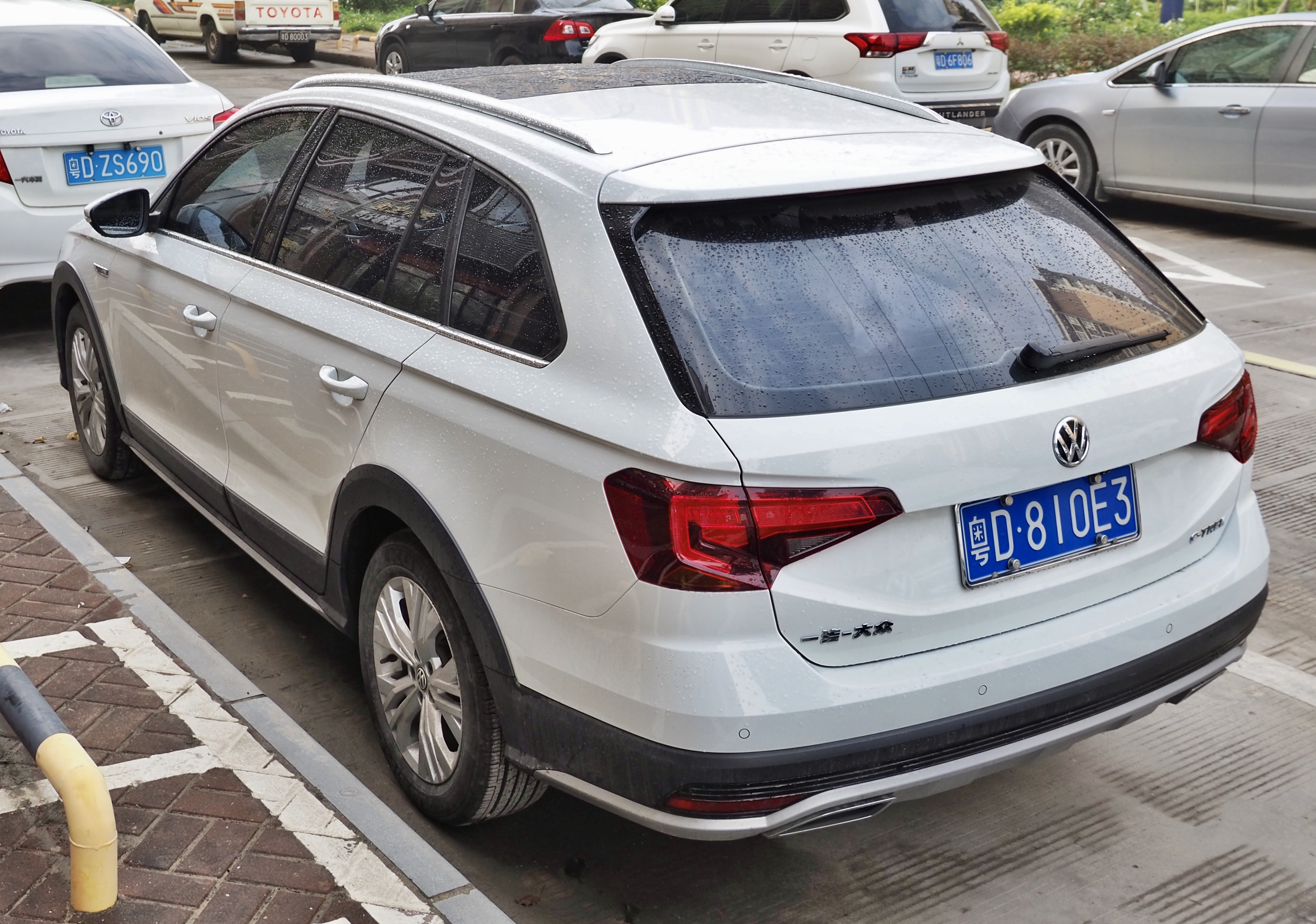
Volkswagen C-Trek
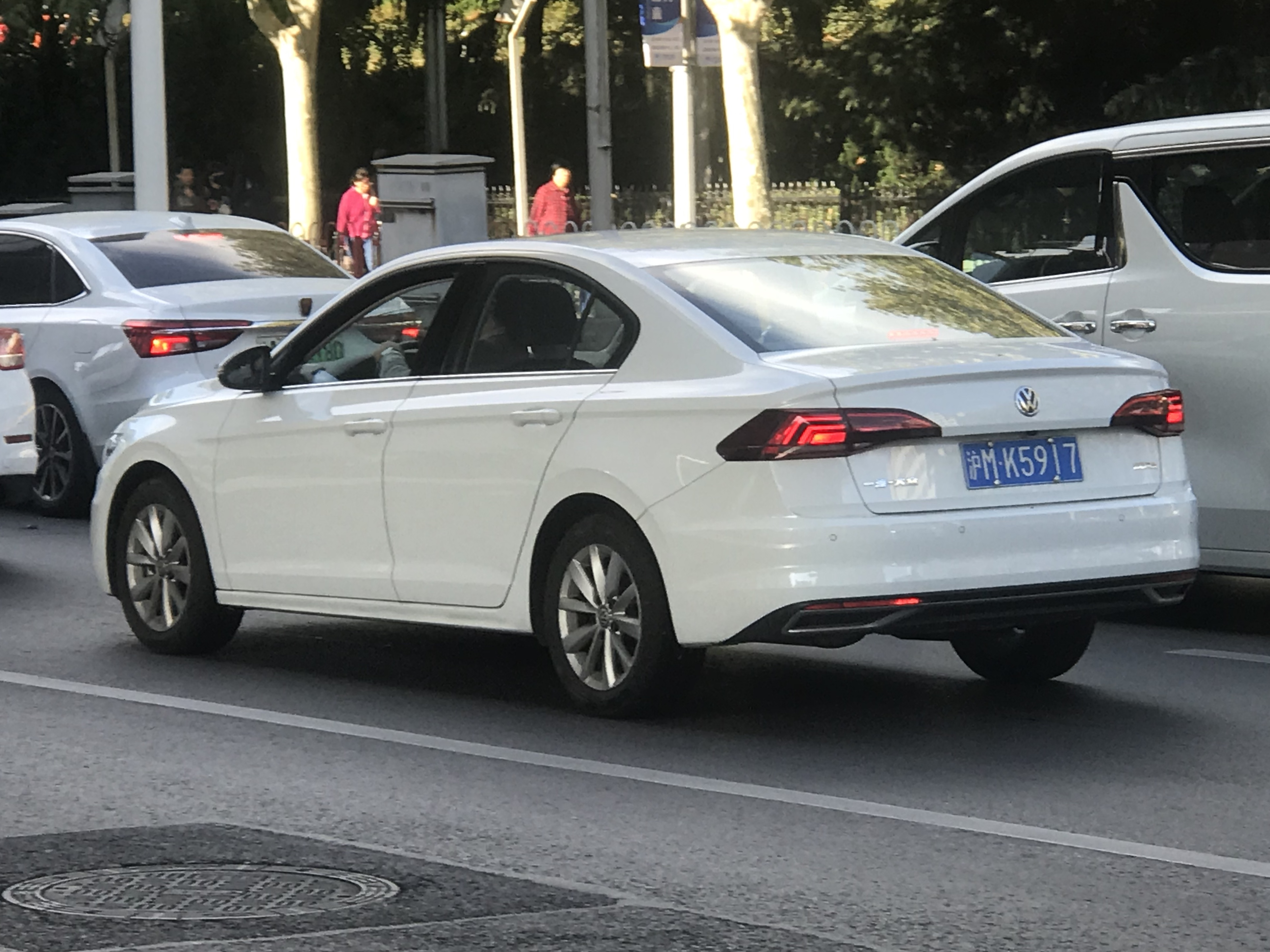
Volkswagen Bora четвёртого поколения